# 阪和銀行
株式会社阪和銀行（はんわぎんこう）は、かつて営業していた日本の第二地方銀行である。和歌山県（本店を含め32店舗）をはじめ、大阪府（19店舗）、兵庫県、東京都（各1店舗）に支店があった。1996年11月21日に経営破綻。破綻前の本店は和歌山市八番丁に存在した。銀行コードは、「0559」を使用していた。
本項では経営破綻後に預金払い戻しのための銀行として設立された株式会社紀伊預金管理銀行（きいよきんかんりぎんこう）についても述べる。
最大時、預金量5700億円、57支店あった。
なお旧阪和銀本店の跡地は、現在和歌山市消防局・和歌山市中消防署の合同庁舎となっている。
主な支店として、本店営業部、箕島支店、田辺支店、富田支店、串本支店、新宮支店などがあった。

## 沿革
- 1925年 - 紀南無尽株式会社が、和歌山県田辺市で設立される。以後、1926年までに、新宮無尽株式会社・福徳無尽株式会社が順次設立される。
- 1941年 - 同年8月までに上記3社が順次合併を行い、興紀無尽株式会社となる。
- 1951年10月 - 相互銀行法の施行に伴い、相互銀行に業態転換。株式会社興紀相互銀行に商号変更。
- 1989年
  - 2月 - 第二地方銀行化。株式会社阪和銀行と商号変更。
  - 12月1日 - 大阪証券取引所（現・東京証券取引所）第2部（後に第1部に指定替え）市場に上場（使用していた証券コード：8557）。
- 1993年8月5日 - 阪和銀行副頭取射殺事件。
- 1995年
  - 3月 - 系列のノンバンク会社2社を清算。本体である阪和銀は無配に陥る。
  - 7月7日 - 最後の頭取となる新居健（しんきょ たけし）が、当時の大蔵省（現在の財務省）から就任し、経営再建を任ぜられる。
- 1996年11月21日 - 中間決算の発表が出来ず、そのまま経営破綻。大蔵省より、銀行法第26条に基づき、預金の払戻し以外の業務の停止命令を受ける（日本の銀行としては戦後初めての事態）。当行をメインバンクとしていた取引先は新たなメインバンクを探す必要があり、行政や当行の協力の元、主に紀陽銀行へとメインバンクを移すこととなり、現在に至る[2]。
- 1997年
  - 2月22日 - 上場廃止。
  - 4月9日 - 破綻後、救済金融機関が現れなかったため、預金払戻しのための銀行として株式会社紀伊預金管理銀行を社団法人新金融安定化基金の出資で設立。これは当時の預金保険法により整理回収銀行が信用協同組合の承継のみ可能[3]となっていたためである。
  - 11月3日 - 1992年当時の頭取であった橋本竹治ら5人が、不正融資の疑い（商法の特別背任容疑）で逮捕される。
- 1998年1月26日 - 紀伊預金管理銀行に営業を譲渡。同日、阪和銀行は解散。
- 2002年
  - 3月31日 - 紀伊預金管理銀行が解散（当日は日曜日のため、営業最終日は3月29日）。払戻し請求の無かった預金は、和歌山地方法務局に供託された。
  - 6月27日 - 紀伊預金管理銀行が清算完了。
- 2003年1月31日 - 第5期臨時清算総会により清算完了。なお、この時点まで阪和銀行株券は名義書換が可能であり、年1回株主総会も開催されていた。
- 2008年8月5日 - 阪和銀行副頭取射殺事件の公訴時効成立。

## かつての店舗
- 本店営業部
- 田辺支店
- 新宮支店
- 箕島支店（有田市箕島20−5）：現在も建物が残っており、「互銀行 箕島支店」という文字を剥がした跡が見られる。